# Reichstagswahlkreis Freie und Hansestadt Hamburg 2

Die Wahlkreisaufteilung des Deutschen Reichs.

Der Reichstagswahlkreis Freie und Hansestadt Hamburg 2 (in der reichsweiten Durchnummerierung auch Reichstagswahlkreis 381; auch Reichstagswahlkreis Hamburg-West genannt) war der zweite Reichstagswahlkreis für die Freie und Hansestadt Hamburg für die Reichstagswahlen im Deutschen Reich und im Norddeutschen Bund von 1867 bis 1918.

## Wahlkreiszuschnitt
Der Wahlkreis umfasste den westlichen Teil von Hamburg. Dies entsprach dem 4., 5., 6. und 8. Steuerdistrikt. Der Wahlkreis war eine Parteihochburg der SPD.
| Jahr | Einwohner |
| ---- | --------- |
| 1890 | 175.091   |
| 1895 | 160.859   |
| 1900 | 166.459   |
| 1905 | 158.567   |
| 1910 | 148.061   |

|      | Landwirtschaft | Industrie und Gewerbe | Handel und Dienstleistungen |
| ---- | -------------- | --------------------- | --------------------------- |
| 1895 | 1,3            | 40,9                  | 57,8                        |
| 1907 | 1,0            | 40,7                  | 58,3                        |

|      | Evangelisch | Katholisch |
| ---- | ----------- | ---------- |
| 1890 | 88,3        | 4,5        |
| 1905 | 90,5        | 5,6        |
| 1910 | 89,7        | 6,7        |

## Abgeordnete
| Wahl                                        | Abgeordneter                  | Partei  | Bild |
| ------------------------------------------- | ----------------------------- | ------- | ---- |
| Reichstagswahl Februar 1867 bis August 1867 | Anton Rée                     | DFP     |      |
| Reichstagswahl August 1867 bis 1871         | Gustav Reinhold Richter       | DFP     | 0    |
| Reichstagswahl 1871 bis 1874                | Edward Banks                  | DFP     | 0    |
| Reichstagswahl 1874 bis 1877                | Hermann Schmidt               | NLP     |      |
| Reichstagswahl 1877 bis 1880                | Carl Bauer                    | NLP     | 0    |
| Ersatzwahl 1880 bis 1881                    | Wilhelm Hartmann              | SPD     | 0    |
| Reichstagswahl 1881 bis 1918                | Johann Heinrich Wilhelm Dietz | SAP/SPD |      |

## Wahlen

### 1867 (Februar)
Es fand nur ein Wahlgang statt. Die Zahl der gültigen Stimmen betrug 10.961.
| Kandidat  | Partei   | Stimmen | in % | Anmerkungen |
| --------- | -------- | ------- | ---- | ----------- |
| Anton Rée | DFP      | 8336    | 0    | 0           |
| Perl      | S        | 1461    | 0    | 0           |
| Aegidi    | FrKonsV  | 513     | 0    | 0           |
| 0         | Sonstige | 651     | 0    | 0           |

### 1867 (August)
Es fand nur ein Wahlgang statt. Die Zahl der gültigen Stimmen betrug 3867.
| Kandidat                | Partei   | Stimmen | in % | Anmerkungen |
| ----------------------- | -------- | ------- | ---- | ----------- |
| Gustav Reinhold Richter | DFP      | 2615    | 0    | 0           |
| A. Geib                 | S        | 1200    | 0    | 0           |
| 0                       | Sonstige | 52      | 0    | 0           |

### 1871
Es fand ein Wahlgang statt. 28.484 Männer waren wahlberechtigt. Die Zahl der abgegebenen Stimmen betrug 8171, 126 Stimmen waren ungültig. Die Wahlbeteiligung betrug 29,1 %.
| Kandidat     | Partei   | Stimmen | in % | Anmerkungen |
| ------------ | -------- | ------- | ---- | ----------- |
| Edward Banks | DFP      | 3173    | 0    | 0           |
| Schallmeyer  | S        | 2893    | 0    | 0           |
| 0            | Sonstige | 105     | 0    | 0           |

### 1874
Es fanden zwei Wahlgänge statt. 32.335 Männer waren wahlberechtigt. Die Zahl der abgegebenen Stimmen betrug im ersten Wahlgang 14.027, 127 Stimmen waren ungültig. Die Wahlbeteiligung betrug 44 %.
| Kandidat                       | Partei   | Stimmen | in % | Anmerkungen |
| ------------------------------ | -------- | ------- | ---- | ----------- |
| Hermann Joachim Eduard Schmidt | NLP      | 4400    | 0    | 0           |
| Wilhelm Hartmann               | S (Lass) | 3579    | 0    | 0           |
| Edward Banks                   | DFP      | 3460    | 0    | 0           |
| A. Geib                        | S (Eis)  | 548     | 0    | 0           |
| 0                              | Sonstige | 40      | 0    | 0           |

In der Stichwahl betrug die Zahl der abgegebenen Stimmen 18.323, 131 Stimmen waren ungültig. Die Wahlbeteiligung betrug 57,9 %.
| Kandidat                       | Partei   | Stimmen | in % | Anmerkungen |
| ------------------------------ | -------- | ------- | ---- | ----------- |
| Hermann Joachim Eduard Schmidt | NLP      | 10.276  | 0    | 0           |
| Wilhelm Hartmann               | S (Lass) | 8247    | 0    | 0           |

### 1877
Es fand ein Wahlgang statt. 34.612 Männer waren wahlberechtigt. Die Zahl der abgegebenen Stimmen betrug 22.937, 187 Stimmen waren ungültig. Die Wahlbeteiligung betrug 66,8 %.
| Kandidat         | Partei   | Stimmen | in % | Anmerkungen |
| ---------------- | -------- | ------- | ---- | ----------- |
| Carl Bauer       | NLP      | 11.923  | 0    | 0           |
| Wilhelm Hartmann | S        | 10.654  | 0    | 0           |
|                  | DFP      | 179     | 0    | 0           |
|                  | S        | 125     | 0    | 0           |
| 0                | Sonstige | 56      | 0    | 0           |

### 1878
Es fand ein Wahlgang statt. 36.526 Männer waren wahlberechtigt. Die Zahl der abgegebenen Stimmen betrug 26.981, 86 Stimmen waren ungültig. Die Wahlbeteiligung betrug 71,4 %.
| Kandidat         | Partei   | Stimmen | in % | Anmerkungen |
| ---------------- | -------- | ------- | ---- | ----------- |
| Carl Bauer       | NLP      | 13.352  | 0    | 0           |
| Wilhelm Hartmann | S        | 12.447  | 0    | 0           |
|                  | Zentrum  | 136     | 0    | 0           |
| 0                | Sonstige | 46      | 0    | 0           |

### Ersatzwahl 1880
Carl Bauer trat am 12. Juli 1879 aus der NLP-Fraktion aus und legte das Mandat am 24. Februar 1880 nieder. Entsprechend kam es am 27. April 1880 zu einer Ersatzwahl. Es fand ein Wahlgang statt. 35.064 Männer waren wahlberechtigt. Die Zahl der abgegebenen Stimmen betrug 23.231, 68 Stimmen waren ungültig. Die Wahlbeteiligung betrug 66,5 %.
| Kandidat         | Partei   | Stimmen | in % | Anmerkungen |
| ---------------- | -------- | ------- | ---- | ----------- |
| Anton Rée        | DFP      | 6453    | 0    | 0           |
| Wilhelm Hartmann | S        | 13.155  | 0    | 0           |
| Riege            | NLP      | 3581    | 0    | 0           |
| 0                | Sonstige | 40      | 0    | 0           |

### 1881
Es fanden zwei Wahlgänge statt. 35.395 Männer waren wahlberechtigt. Die Zahl der abgegebenen Stimmen betrug im ersten Wahlgang 19.600, 116 Stimmen waren ungültig. Die Wahlbeteiligung betrug 55,7 %.
| Kandidat                      | Partei   | Stimmen | in % | Anmerkungen |
| ----------------------------- | -------- | ------- | ---- | ----------- |
| Johann Heinrich Wilhelm Dietz | S        | 9439    | 0    | 0           |
| G.R. Richter                  | DFP      | 9721    | 0    | 0           |
| Dr. Geffcken                  | Kons     | 109     | 0    | 0           |
| Dr. Mittelstädt               | Kons     | 85      | 0    | 0           |
| Christoph Wand                | S        | 58      | 0    | 0           |
| Bauer                         | Lib      | 43      | 0    | 0           |
| 0                             | Sonstige | 154     | 0    | 0           |

In der Stichwahl betrug die Zahl der abgegebenen Stimmen 23.655, 201 Stimmen waren ungültig. Die Wahlbeteiligung betrug 67,4 %.
| Kandidat                      | Partei | Stimmen | in % | Anmerkungen |
| ----------------------------- | ------ | ------- | ---- | ----------- |
| Johann Heinrich Wilhelm Dietz | S      | 12.315  | 0    | 0           |
| G.R. Richter                  | DFP    | 11.340  | 0    | 0           |

### 1884
Es fand ein Wahlgang statt. 36522 Männer waren wahlberechtigt. Die Zahl der abgegebenen Stimmen betrug 23733, 182 Stimmen waren ungültig. Die Wahlbeteiligung betrug 65,5 %.
| Kandidat                      | Partei   | Stimmen | in % | Anmerkungen |
| ----------------------------- | -------- | ------- | ---- | ----------- |
| Johann Heinrich Wilhelm Dietz | S        | 9439    | 0    | 0           |
|                               | NLP      | 833     | 0    | 0           |
|                               | NLP      | 232     | 0    | 0           |
|                               | DFP      | 8279    | 0    | 0           |
|                               | Zentrum  | 42      | 0    | 0           |
| Johann Heinrich Wilhelm Dietz | S        | 14.278  | 0    | 0           |
|                               | S        | 28      | 0    | 0           |
| 0                             | Sonstige | 41      | 0    | 0           |

### 1887
Es fand ein Wahlgang statt. 39391 Männer waren wahlberechtigt. Die Zahl der abgegebenen Stimmen betrug 29995, 116 Stimmen waren ungültig. Die Wahlbeteiligung betrug 76,4 %.
| Kandidat                      | Partei   | Stimmen | in % | Anmerkungen |
| ----------------------------- | -------- | ------- | ---- | ----------- |
| Johann Heinrich Wilhelm Dietz | S        | 9439    | 0    | 0           |
|                               | NLP      | 6058    | 0    | 0           |
|                               | DFP      | 5219    | 0    | 0           |
| Johann Heinrich Wilhelm Dietz | S        | 18.672  | 0    | 0           |
| 0                             | Sonstige | 46      | 0    | 0           |

### 1890
Wie bereits bei den Wahlen 1887 einigten sich die Kartellparteien NLP und Konservative auf einen Kandidaten aus der NLP. Es fand ein Wahlgang statt. Die Zahl der Wahlberechtigten betrug 42.730. Die Zahl der abgegebenen gültigen Stimmen betrug 33.802, 140 Stimmen waren ungültig. Die Wahlbeteiligung belief sich auf 79,1 %.
| Kandidat                      | Partei      | Stimmen | in %   | Anmerkungen |
| ----------------------------- | ----------- | ------- | ------ | ----------- |
| Ernst August Hübner           | Antisemiten | 60      | 0,2 %  | Buchhändler |
| Wilhelm Theodor Barth         | DFP         | 7788    | 23,1 % | 0           |
| Rump                          | NLP         | 3216    | 9,5 %  | 0           |
| Johann Heinrich Wilhelm Dietz | SPD         | 22.518  | 66,9 % | 0           |
| 0                             | Sonstige    | 52      | 0,2 %  | 0           |

### 1893
NLP und FVP einigten sich auf einen gesamtliberalen Kandidaten aus der FVP. Es fand ein Wahlgang statt. Der NLP-Kandidat erhielt keine Unterstützung der NLP. Die Zahl der Wahlberechtigten betrug 45.880. Die Zahl der abgegebenen gültigen Stimmen betrug 31.244, 83 Stimmen waren ungültig. Die Wahlbeteiligung belief sich auf 68,1 %.
| Kandidat                      | Partei      | Stimmen | in %   | Anmerkungen |
| ----------------------------- | ----------- | ------- | ------ | ----------- |
| Friedrich Raab                | Antisemiten | 60      | 0,2 %  | 0           |
| Menzel                        | DFP         | 7557    | 24,3 % | 0           |
| Bleicken                      | Kons        | 155     | 0,5 %  | 0           |
|                               | NLP         | 47      | 0,1 %  | 0           |
| Johann Heinrich Wilhelm Dietz | SPD         | 20.681  | 66,4 % | 0           |
| 0                             | Sonstige    | 75      | 0,2 %  | 0           |

### 1898
Die beiden linksliberalen Parteien stellten einen gemeinsamen Kandidaten aus der FVP auf. Es fand ein Wahlgang statt. Die Zahl der Wahlberechtigten betrug 48.869. Die Zahl der abgegebenen gültigen Stimmen betrug 30.229, 68 Stimmen waren ungültig. Die Wahlbeteiligung belief sich auf 61,9 %.
| Kandidat                      | Partei   | Stimmen | in %   | Anmerkungen |
| ----------------------------- | -------- | ------- | ------ | ----------- |
| Friedrich Raab                | DSR      | 1602    | 5,3 %  | 0           |
| Menzel                        | FVP      | 4608    | 15,3 % | 0           |
| Bleicken                      | Kons     | 155     | 0,5 %  | 0           |
| Adolph Woermann               | NLP      | 1869    | 6,2 %  | 0           |
| Johann Heinrich Wilhelm Dietz | SPD      | 21.791  | 72,3 % | 0           |
| 0                             | Sonstige | 103     | 0,3 %  | 0           |

### 1903
Die drei liberalen Parteien einigten sich auf einen gesamtliberalen Kandidaten der FVP. Es fand ein Wahlgang statt. Die Zahl der Wahlberechtigten betrug 44.247. Die Zahl der abgegebenen gültigen Stimmen betrug 35.554, 228 Stimmen waren ungültig. Die Wahlbeteiligung belief sich auf 80,4 %.
| Kandidat                      | Partei   | Stimmen | in %   | Anmerkungen          |
| ----------------------------- | -------- | ------- | ------ | -------------------- |
| Cardel                        | DR       | 318     | 0,9 %  | 0                    |
| Rappard                       | FVP      | 8542    | 24,2 % | Kaufmann aus Hamburg |
| Friedrich Naumann             | NS       | 112     | 0,3 %  | 0                    |
| Bleicken                      | Kons     | 155     | 0,5 %  | 0                    |
| Ludwig Alpers                 | RP       | 31      | 0,0 %  | 0                    |
| Johann Heinrich Wilhelm Dietz | SPD      | 25.713  | 72,8 % | 0                    |
| Franz Bitter                  | Zentrum  | 548     | 1,6 %  | 0                    |
| 0                             | Sonstige | 162     | 0,2 %  | 0                    |

### 1907
Die beiden linksliberalen Parteien einigten sich auf einen Kandidaten der FVg. Es fand ein Wahlgang statt. Die Zahl der Wahlberechtigten betrug 43.839. Die Zahl der abgegebenen gültigen Stimmen betrug 35.893, 251 Stimmen waren ungültig. Die Wahlbeteiligung belief sich auf 81,9 %.
| Kandidat                      | Partei   | Stimmen | in %   | Anmerkungen           |
| ----------------------------- | -------- | ------- | ------ | --------------------- |
| Max Liebermann von Sonnenberg | DS       | 60      | 0,2 %  | 0                     |
| Menzel                        | FVg      | 5302    | 14,9 % | 0                     |
| Reimer                        | NLP      | 4185    | 11,7 % | Steinmetz aus Hamburg |
| Johann Heinrich Wilhelm Dietz | SPD      | 25.748  | 72,2 % | 0                     |
| Johannes Giesberts            | Zentrum  | 289     | 0,8 %  | 0                     |
| 0                             | Sonstige | 58      | 0,2 %  | 0                     |

### 1912
Es fand ein Wahlgang statt. Die Zahl der Wahlberechtigten betrug 43.255. Die Zahl der abgegebenen gültigen Stimmen betrug 35.635, 172 Stimmen waren ungültig. Die Wahlbeteiligung belief sich auf 82,4 %.
| Kandidat                      | Partei   | Stimmen | in %   | Anmerkungen              |
| ----------------------------- | -------- | ------- | ------ | ------------------------ |
| Friedrich Raab                | DS       | 139     | 0,4 %  | 0                        |
| Menzel                        | FoVP     | 6547    | 18,4 % | 0                        |
| Carl Julius Braband           | FoVP     | 28      | 0,1 %  | 0                        |
| Johannes Hirsch               | NLP      | 2129    | 6,0 %  | 0                        |
| Johann Heinrich Wilhelm Dietz | SPD      | 26.266  | 74,1 % | 0                        |
| Franz Beran                   | Zentrum  | 298     | 0,8 %  | Rechtsanwalt aus Hamburg |
| 0                             | Sonstige | 56      | 0,2 %  | 0                        |